# 圣伊利耶勒布瓦
圣伊利耶勒布瓦（法語：Saint-Illiers-le-Bois，發音：[sɛ̃t‿ilje lə bwa] ⓘ）是法国伊夫林省的一个市镇，属于芒特拉若利区。

## 地理
圣伊利耶勒布瓦（48°57'29"N, 1°30'26"E）面积4.39 平方千米，位于法国法蘭西島大區伊夫林省，该省份为法国北部内陆省份，北起瓦兹河谷省，西接厄尔省，西南接厄尔-卢瓦省，东南接埃松省，东临上塞纳省。
与圣伊利耶勒布瓦接壤的市镇（或旧市镇、城区）包括：维利耶昂代瑟夫尔、布雷瓦勒、洛穆瓦、圣伊利耶城。
圣伊利耶勒布瓦的时区为UTC+01:00、UTC+02:00（夏令时）。

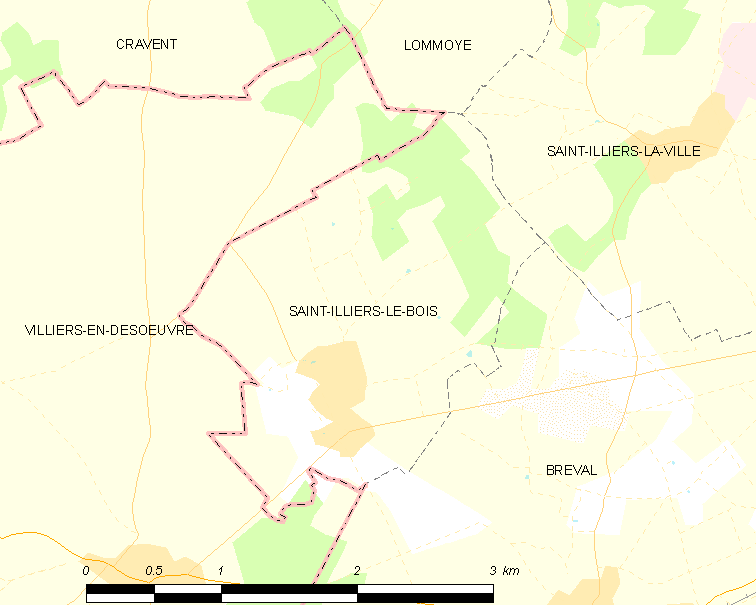
圣伊利耶勒布瓦的OSM定位图

## 行政
圣伊利耶勒布瓦的邮政编码为78980，INSEE市镇编码为78559。

## 政治
圣伊利耶勒布瓦所属的省级选区为塞纳河畔博尼耶尔县。

## 人口

1962-2008年间圣伊利耶勒布瓦人口变化图示

圣伊利耶勒布瓦于2022年1月1日时的人口数量为448人。